# Municipio de Arcelia
El municipio de Arcelia es uno de los 85 municipios que integran el estado de Guerrero, en México. Forma parte de la región de Tierra Caliente y su cabecera es la ciudad de Arcelia.

## Geografía

### Localización y extensión
El municipio de Arcelia se localiza al nornoroeste del estado de Guerrero, en la región de Tierra Caliente; en las coordenadas 18°17′ y 18°37 de latitud norte y 100°16′ y 100° 31 de longitud oeste con respecto al meridiano de Greenwich. Ocupando una superficie territorial de 725.10 km² y sus colindancias territoriales son al norte con el municipio de General Canuto A. Neri; al sur con el municipio de San Miguel Totolapan; al este con el municipio de Teloloapan y Apaxtla y al oeste con los municipios de Tlalchapa, Tlapehuala y Ajuchitlán del Progreso.

## Demografía

### Población
Según los datos que arrojó el II Censo de Población y Vivienda realizado por el Instituto Nacional de Estadística y Geografía (INEGI) con fecha censal del 12 de junio de 2010, el municipio de Arcelia tenía hasta ese año un total de 32 181 habitantes, de dicha cantidad, 15 644 eran hombres y 16 537 eran mujeres.
| Evolución demográfica en el municipio de Arcelia |        |        |        |        |        |        |        |
|                                                  |        |        |        |        |        |        |        |
| Año                                              | 1980   | 1990   | 1995   | 2000   | 2005   | 2010   | 2020   |
| Población                                        | 37 067 | 30 667 | 32 796 | 32 818 | 31 401 | 32 181 | 33 267 |
| Fuente: INEGI                                    |        |        |        |        |        |        |        |

| Gráfica de evolución demográfica de Municipio de Arcelia entre 1980 y 2020 |
|                                                                            |

### Localidades
En el censo de 2020 el municipio de Arcelia contaba con 110 localidades.
| Código INEGI      | Localidad          | Población (2020) |
| ----------------- | ------------------ | ---------------- |
| 120070001         | Arcelia            | 22 534           |
| 120070028         | Valle el Escondido | 1 103            |
| Otras localidades | Otras localidades  | 9 630            |
| Total municipal   | Total municipal    | 33 267           |

## Política y gobierno

### Representación legislativa
Para la elección de diputados locales al Congreso de Guerrero y de diputados federales a la Cámara de Diputados federal, el municipio de Arcelia se encuentra integrado en los siguientes distritos electorales:
Local:
- Distrito electoral local de 18 de Guerrero con cabecera en Ciudad Altamirano.[9]

Federal:
- Distrito electoral federal 1 de Guerrero con cabecera en Ciudad Altamirano.[10]

### Cronología de presidentes municipales
| Período   | Presidente municipal       |
| 1961-1962 | Enrique Flores Samano      |
| 1972-1974 | Miguel Díaz Flores         |
| 1975-1977 | Antonio Díaz Salgado       |
| 1978-1980 | Fany Porcayo de Ojesto     |
| 1981-1983 | Artemio Lara Rodríguez     |
| 1984-1986 | Lilia Maldonado Ramírez    |
| 1987-1989 | Eduardo Porcayo Albarran   |
| 1990-1993 | Fernando Lagunas Arroyo    |
| 1993-1996 | Celia Sotelo Aranda        |
| 1996-1999 | Alfredo Salgado Flores     |
| 1999-2002 | Ernesto González Hernández |
| 2002-2005 | José Calderón Castillo     |
| 2005-2008 | Nicanor Adame Serrano      |
| 2009-2012 | Francisco Sánchez Benítez  |
| 2012-2015 | Taurino Vázquez Vázquez    |
| 2015-2021 | Adolfo Torales Catalán     |
| 2021      | Francisco Arroyo Sotelo    |
| 2021-2024 | Bulmaro Torres Berum       |
| 2024-2027 | Ángel Bustos Mercado       |